# Эврисфен
Эврисфен (др.-греч. Εὐρυσθένης) — персидский правитель, потомок спартанского царя Демарата, упомянутый Ксенофонтом при описании событий 399 года до н. э.
По свидетельству Ксенофонта, Эврисфен и его брат Прокл были потомками Демарата, бежавшего к персам в 491 году до н. э. и получившего в управление несколько городов в Малой Азии. Такие же имена носили братья-близнецы, сыновья легендарного царя Аристодема, являвшиеся мифическими родоначальниками двух царских династий Спарты.
Эврисфен вместе с Проклом владел городами Тевфранией и Галисарном, располагавшимися в долине реки Каик.
Братья оказали поддержку спартанскому военачальнику Фиброну. Имея собственные отряды и обладая сильной властью в своих городах, Демаратиды поддерживали тесные связи с членами другой греческой династии Гонгилидов — потомками Гонгила Эретрийского, и не боялись враждовать с представителями персидской аристократии, владения которых находились неподалеку.
Исторические источники не сообщают о дальнейшей судьбе Эврисфена и его брата. По всей видимости, они лишились власти после заключения в 387 году до н. э. Анталкидова мира. Возможно, подчинённые Демаратидам города тогда получили автономию.